# Pherothrinax redimitis
Pherothrinax redimitis är en tvåvingeart som beskrevs av Munro 1957. Pherothrinax redimitis ingår i släktet Pherothrinax och familjen borrflugor.
Artens utbredningsområde är Kenya. Inga underarter finns listade i Catalogue of Life.